# Léo Caillard
Léo Caillard est un artiste plasticien français né en 1985 à Paris où il vit et travaille. Ses œuvres font dialoguer passé et présent dans le but de traiter des questions fondamentales de notre rapport au temps, à l'histoire et à notre propre individualité.

## Biographie
Il est né en 1985 à Paris. Il était ancien membre des p'tits loups du Jazz fondé par Olivier Caillard en association avec Hélène Bohy. Après avoir suivi des études scientifiques pendant deux ans, il s'oriente vers une formation artistique à l'âge de 20 ans. Il intègre l'École des Gobelins en 2008 tout en conservant un grand intérêt pour les sciences et les technologies numériques.
Il commence une carrière de photographe plasticien puis se tourne vers la sculpture à partir de 2012.

## Œuvres
Il fait partie de la génération des artistes extrême-contemporain, dont les œuvres ont été produites après 2010.
Son travail s'inspire des œuvres du passé qu'il fait dialoguer avec le présent pour évoquer des sujets de société, inscrire notre époque dans son histoire culturelle et mieux appréhender notre devenir au sein d'une civilisation à une époque de grands changements.
Dans la série Renaissance, il photographie des modèles dans des vêtements et des poses reprenant les codes de la peinture classique italienne auxquels il ajoute des accessoires modernes.
En 2010, à la suite d'une visite dans la galerie Richelieu du musée du Louvre, il commence la série Art Game, des photographies évoquant le rapport du numérique avec l'art classique. Il photographie des modèles dont la morphologie est analogue à celle des sculptures, puis, via la retouche photo, il applique leurs vêtements aux images des statues originales.
« Dans cette salle, la majeure partie des statues sont nues et représentent des dieux grecs ou des personnages iconiques qui semblent éloignés de nos références actuelles...Je me suis dit qu’habillés, il ressembleraient plus au “hipster” du coin qu’à un dieu grec. ».
Sans sa série Hipsters in stone débutée en 2012, il réalise des moulages de sculptures antiques et classiques qu'il habille de tenues actuelles et auxquels il ajoute des accessoires, comme des téléphones ou des lunettes de soleil, dans le but de questionner les codes de la représentation et de l'identité à notre époque.
Ce travail l’amènera à développer une approche sculpturale en parallèle à son approche photographique qui finira par occuper la majeure partie de sa création artistique dès 2014.
Ses moulages, réalisés en poudre de marbre, portent des vêtements taillés sur mesure et assemblés au moyen de techniques spécifiques afin de les intégrer à la matière pour un rendu réaliste.
En 2013 avec la série Hipsters in bronze, il applique le même concept à des bustes en bronze d'après des originaux antiques. La brillance du métal donne à la fois une illusion de plus grande valeur marchande et de pérennité de l'oeuvre. 

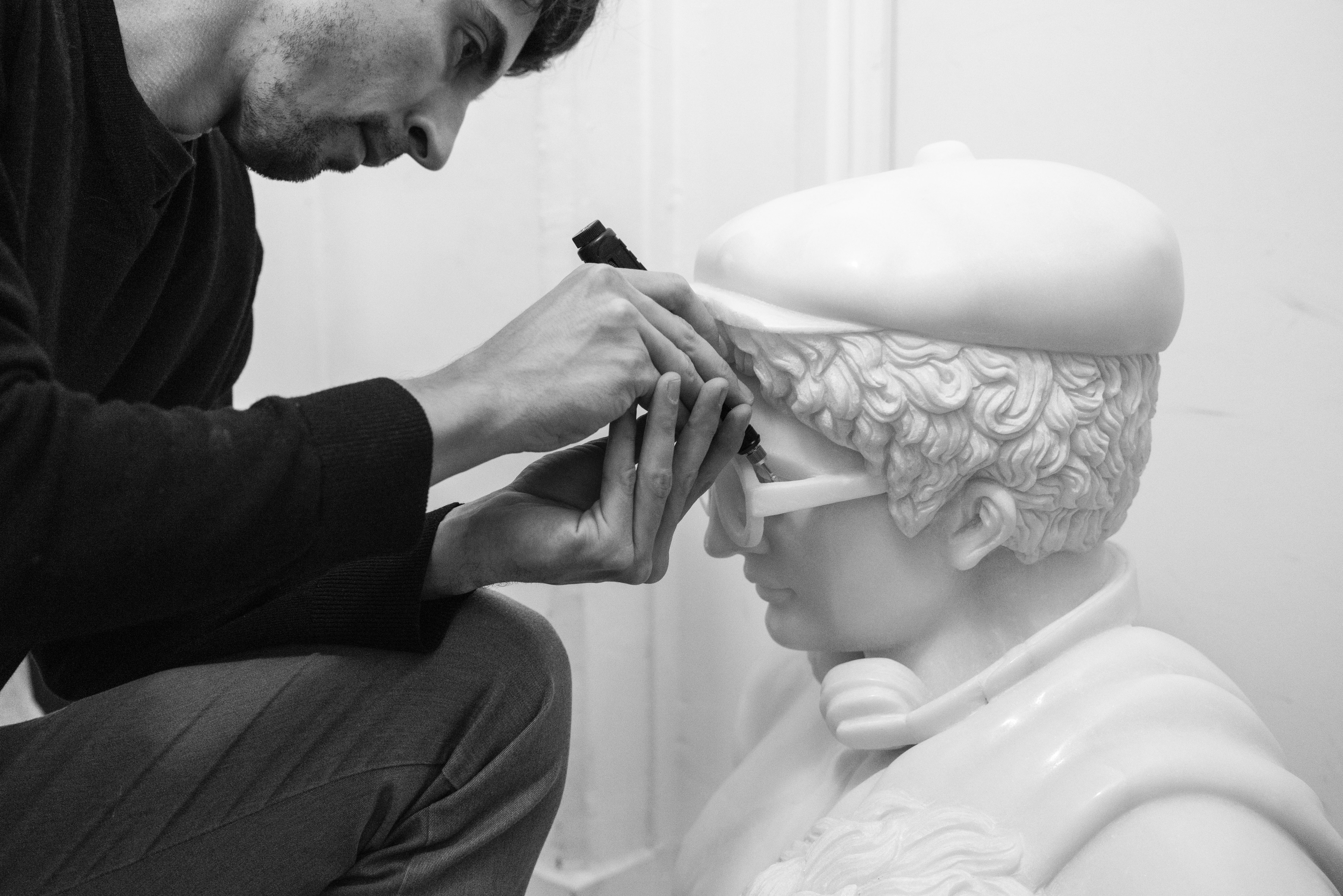
Léo Caillard travaille sur sa sculpture « Hipster in Stone ».

Il commence en 2016 une nouvelle série Heroes of Stone dans laquelle il reprend l'iconographie et les caractéristiques des bustes à l'antique pour réaliser les portraits en marbre et en bronze des super-héros issus des comics devenus les nouvelles icônes à l'instar des héros du passé,,.
À partir de 2017 sa création artistique prend un nouveau tournant avec la réalisation des premières pièces en néon constituant la série Light Stone dont fait partie le Discobolus Led Neons qui  englobe la sculpture de Myron dans un revêtement de lumière, symbole de l'ère numérique.
En 2017 il réalise deux installations publiques de grande taille. L'une pour les aéroports de Paris où il réalise une fresque murale, la Traversée du Louvre, représentant une galerie du musée d’un seul tenant sur 40 mètres de longueur. L'autre au Kings College de Londres où il réalise l’habillage in situ des deux grandes statues de 8 mètres de haut de l’entrée Nord de l’Université,,.
À partir du dernier trimestre 2024, son œuvre "Hercule in the wind" est exposée à Courbevoie, à l'intersection entre l'avenue de la Division Leclerc et la rue Serpentine. Il s'agit du buste de couleur blanche d'un personnage barbu, d'inspiration gréco-romaine classique, mais dont une partie semble déformée comme par une intense bourrasque.

## Expositions

### Expositions individuelles
- 2019 Festival européen latin grec - Les Rendez-vous de l'antiquité, galerie Artemisia de l'ENS de Lyon[14]
- 2019 Age of Classics! De l'Antiquité à la Pop Culture, Musée Saint Raymond - Toulouse, France[15]
- 2018 Exposition Publique (fresque monumentale) - Musée du Louvre & Aéroports de Paris, France[16]
- 2018 Exposition à ciel ouvert - Bercy Village - Paris, France[17],[18]
- 2018 Art Elysée - Sebastien Adrien Gallery - Paris, France
- 2018 Exposition publique - Saint Quentin, France
- 2018 Past is present MACM - Musée d’Art Classique de Mougins[19],[20], France
- 2018 London King’s College Installation Publique - Classical Now[1], Londres en partenariat avec le MACM, Musée d'Art Classique de Mougins[21]
- 2018 Exposition On Pedestal - Castetown Dublin, Irlande
- 2017 National Museum of Contemporary Art MOCAK, Krakow, Pologne
- 2017 Exposition individuelle - Galerie Adrien/Kavachnina , Paris, France
- 2017 Evénement et exposition, musée du Louvre
- 2016 Exposition individuelle - Galerie Adrien/Kavachnina , Paris, France
- 2016 In Museum - Galerie 28 Matignon, Paris, France
- 2013 Fotofever Art Fair - victori contemporary, Paris, France
- 2012 Miami Houses - Latour Art space, Paris, France[22]
- 2012 Art Game, PriceWaterhouseCoopers Exhibition, Paris, France
- 2011 Negatifplus Lab

### Expositions collectives
- 2024 Exposition Musée des Franciscaines - Deauville, France
- 2023 Architect at Work - Paris, France
- 2018 Christies Education - MTArt Agency - Londres, Royaume-Uni
- 2018 Dublin Castletown “ On a Pedestal “ Exposition - Irlande[23]
- 2017 YIA Artfair - Gallery Sebastien Adrien - Paris, France
- 2017 Art San Francisco & Art Busan South Korea - Nil Gallery, Paris, France
- 2016 FIAC Grand Palais - Ateliers de moulage des musées Nationaux
- 2015 Exposition collective, gallery Adrien / Kavachnina , Paris , France
- 2014 Exposition collective, Gallery 28 Matignon, Paris, France
- 2014 Art Wynwood 2014, Victori Contemporary, Miami, Etats-Unis
- 2014 Exposition collective, Gallery Bacqueville, Bruxelles, Belgique
- 2014 SCOPE Basel 2014, Victori Contemporary, Basel, Suisse
- 2014 Art-up Artfair, Gallery Bacqueville, Bruxelles, Belgique
- 2013 SCOPE Basel 2013, Victori Contemporary, Basel, Suisse
- 2013 Aqua Art Miami 2013, Victori Contemporary, Miami, Etats-Unis
- 2012 SCOPE Miami 2012, Victori Contemporary, Miami, Etats-Unis

## Prix et honneurs
- 2019 Nomination au Arkin Award
- 2014 Achive Mag - 200 Best Books
- 2012 Paris Artistic Director Club of Advertising - Best Editorial Series
- 2012 Publicis Conseil - Campaign Stihl - NYC Silver
- 2011 Adobe Creation Award - Paris
- 2010 Chevrolet Young & Creative Award - Paris

### Presse écrite et télévision
- 2016 Interview TV ZDF, Allemagne
- 2015 Couverture de “Libération” + 4 pages dédiées, France
- 2015 Interview TV Paris Première, France
- 2015 Interview TV LCI, France
- 2014 Couverture de “Courrier International” + 6 pages dédiées, France
- 2013 Couverture de “Archive Mag” + 6 pages dédiées, France
- 2013 Couverture de “Philosophie Magazine”, France
- 2012 Interview TV DW sur les photographes digitaux, Allemagne
- 2012 Interview TV LCI, “Le jeune photographe du mois”, France
- 2012 “Beaux Arts”, Série “Statues”, France